# Ferdinand Vega
Ferdinand Vega, född 30 april 1936, död 26 februari 2021, var en puertoricansk bågskytt. Han deltog vid olympiska sommarspelen 1972.